# Alferce
Alferce é uma povoação portuguesa sede da Freguesia de Alferce do Município de Monchique, freguesia com 95,31 km² de área e 391 habitantes (censo de 2021), tendo, por isso, uma densidade populacional de 4,1 hab./km², o que lhe permite ser classificada como uma Área de Baixa Densidade (portaria 1467-A/2001)..

## História
A povoação de Alferce é muito antiga, muito provavelmente de épocas anteriores ao século XIII, refletindo uma toponímia de origem árabe. Uma das raízes etimológicas que lhe está intimamente associada é a palavra "al-faris", que significa cavaleiro, existindo assim uma forte possibilidade de Alferce ser uma terra de cavaleiros. Relacionando esta teoria com a arquitetura militar islâmica, existente no Cerro do Castelo de Alferce, ao qual estudos recentes apontam para que este desempenhasse em tempos uma função geoestratégica de vigilância e segurança às atividades económicas do setor agro-pecuário e da população residente.
Ainda neste âmbito do património construído, importa realçar a presença de alguns moinhos de água e de vento e a própria arquitetura da aldeia de Alferce, com destaque para a Igreja Paroquial.

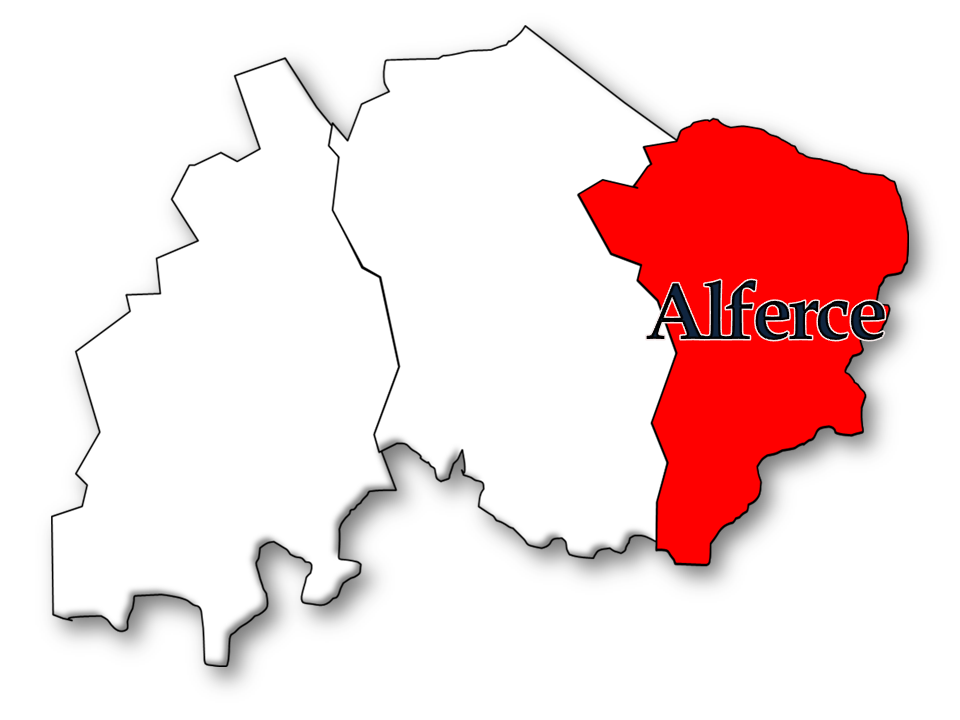
Localização da Freguesia de Alferce no Município de Monchique

## Demografia
A população registada nos censos foi:
| Distribuição da População por Grupos Etários | Distribuição da População por Grupos Etários | Distribuição da População por Grupos Etários | Distribuição da População por Grupos Etários | Distribuição da População por Grupos Etários |
| -------------------------------------------- | -------------------------------------------- | -------------------------------------------- | -------------------------------------------- | -------------------------------------------- |
| Ano                                          | 0-14 Anos                                    | 15-24 Anos                                   | 25-64 Anos                                   | > 65 Anos                                    |
| 2001                                         | 42                                           | 41                                           | 219                                          | 210                                          |
| 2011                                         | 31                                           | 37                                           | 204                                          | 169                                          |
| 2021                                         | 29                                           | 21                                           | 185                                          | 156                                          |

## Atividades económicas
- Agricultura
- Apicultura
- Suinicultura

## Gastronomia
- Aguardente de medronho
- Aguardente de melosa
- Mel
- Enchidos
- Bolo de tacho
- Cabidela